# Manuela Monticelli
Manuela Monticelli (Saronno, 12 maggio 1978) è un'ex cestista italiana.
Playmaker di 170 cm, ha giocato in Serie A1 con la Trogylos Priolo e la Mercede Alghero, vincendo anche uno scudetto; ora ricopre il ruolo di assistente allenatore alla Mercede Basket Alghero.

## Biografia
Nell'aprile del 2013 ha avuto una bambina nata dall'unione con Francesco De Rosa (direttore sportivo della Mercede Basket Alghero) col quale si è sposata nel 2007 dopo essersi fidanzata nel 2005.
Ha una sorella omozigote, Martina, che gioca pure lei a basket nel suo stesso ruolo di playmaker; in carriera hanno giocato sia come compagne di squadra (a livello giovanile ed in prima squadra sia alla Virtus Rho che nel Sesto San Giovanni, tranne che nel 1997-98 quando Manuela giocò con la Geas Sesto San Giovanni ed invece Martina giocò in serie B con il Basket Biassono) che come avversarie sia nel 1997-98 a livello giovanile (Manuela col Sesto San Giovanni e Martina col Biassono) sia due volte in serie A2: nel 2001-2002 (Manuela alla Mercede Alghero e Martina all'Arezzo) che nel 2009-10 (Manuela con la Mercede Alghero e Martina con la Pallacanestro Sanga Milano appena salita dalla serie B d'Eccellenza).

## Carriera
La sua carriera da cestista in Prima Squadra inizia molto presto nella sua regione di nascita, la Lombardia, con due società sportive della provincia di Milano. Già, dal 1992, all'età di 14 anni, gioca con la Virtus Basket Rho (con cui esordisce in Prima Squadra nel 1993 all'età di 15 anni) dove resta fino al 1996 (raggiungendo ogni anno un obiettivo diverso): nel 1993 vicecampionessa italiana categoria allieve, nel 1994 promozione in serie A2, nel 1995 vicecampionessa italiana categoria cadette e nel 1996 promozione in serie A2 d'Eccellenza.
Dal 1996 al 1999 milita nella Geas Basket di Sesto San Giovanni. Nel 1997-98 alla Geas Sesto San Giovanni come allenatore in Prima Squadra ebbe il coach bresciano di origini svizzero Andrea Petitpierre, uno degli allenatori italiani di basket di maggiore esperienza (ha iniziato la sua carriera in panchina nel 1973 con il Team 72 Milano).
Nell'estate del 1999 approda in Sicilia alla Isab Energy Priolo di Priolo Gargallo con cui disputa due campionati. Esordisce in Serie A1 (pallacanestro femminile) a 20 anni nel 1999. Con la squadra siciliana ha vinto il campionato 1999-2000 ed ha anche partecipato all'Eurolega. Dal 1999 al 2001 come coach al Priolo ha avuto Santino Coppa, uno dei coach italiani più esperti avendo iniziato ad allenare nel 1970 proprio la Trogylos Priolo. Nella stagione 1999-2000 a Priolo è stata la 4ª giocatrice del roster più presente in campionato ed ha disputato la Coppa Ronchetti, mentre nel 2000-2001 ha preso parte all'Eurolega.
Il 2001 è l'anno del trasferimento in Sardegna, alla Mercede Basket Alghero con cui ritorna in Serie A1 nel 2004, giocando tre stagioni nella massima serie che si risolvono nella retrocessione in Serie A2 nel 2006-07. Retrocessa ancora in Serie B d'Eccellenza, la Monticelli non lascia comunque la categoria, perché la squadra viene ripescata. Nel 2008 avrebbe dovuto partecipare all'All Star Game di serie A2 svoltosi ad Alcamo sabato 14 e domenica 15 giugno, ma causa infortunio dovette rinunciare; al suo posto venne convocata una sua compagna di squadra, Tatiana Martellini. Per Manuela Monticelli il campionato 2010-11 in serie A2 con la Mercede Alghero è stato il suo 10º consecutivo con la squadra sarda in serie A (3 in A1 e 7 in A2). Nel dicembre 2010 si infortuna, durante il girone di andata, nella partita giocata in trasferta contro la Libertas Basket Bologna, ma successivamente ritorna in campo per poi rifermarsi nuovamente. Dal 2004 al 2008 è stata la capitana in serie A della Mercede Basket Alghero con cui ha partecipato 4 volte ai play-off promozione.
Nel gennaio 2012, dopo un lungo stop di circa 8 mesi e mezzo (l'ultima partita giocata, era stata il 16 aprile 2011 proprio contro la Libertas Basket Bologna), ritorna in campo in occasione del derby contro la Virtus Cagliari.

## Statistiche

### Presenze e punti nei club
Statistiche aggiornate al 26 febbraio 2011
| Stagione        | Squadra              | Competizione | Partite | Partite | Partite | Statistiche tiro | Statistiche tiro | Statistiche tiro | Altre statistiche | Altre statistiche | Altre statistiche | Altre statistiche | Altre statistiche |
| Stagione        | Squadra              | Competizione | Pres.   | Titol.  | Minuti  | Tiri da 2        | Tiri da 3        | Liberi           | Rimb.             | Assist            | Rubate            | Stopp.            | Punti             |
| --------------- | -------------------- | ------------ | ------- | ------- | ------- | ---------------- | ---------------- | ---------------- | ----------------- | ----------------- | ----------------- | ----------------- | ----------------- |
| 1999-2000       | Isab Energy Priolo   | Serie A1     | 32      |         | 572     | 15/40            | 8/21             | 19/32            | 12                | 3                 | 20                |                   | 73                |
| 2000-2001       | Isab Energy Priolo   | Serie A1     | 22      |         | 271     | 6/22             | 4/13             | 17/27            | 6                 | 4                 | 13                |                   | 41                |
| 2001-2002       | Mercede Alghero      | Serie A2     |         |         |         |                  |                  |                  |                   |                   |                   |                   |                   |
| 2002-2003       | Mercede Alghero      | Serie A2     |         |         |         |                  |                  |                  |                   |                   |                   |                   |                   |
| 2003-2004       | Mercede Alghero      | Serie A2     |         |         |         |                  |                  |                  |                   |                   |                   |                   |                   |
| 2004-2005       | Terra Sarda Alghero  | Serie A1     | 34      |         | 752     | 42/104           | 16/41            | 41/62            | 49                | 24                | 43                | 0                 | 173               |
| 2005-2006       | Terra Sarda Alghero  | Serie A1     | 32      | 21      | 812     | 59/169           | 4/49             | 42/58            | 69                | 31                | 54                | 0                 | 172               |
| 2006-2007       | Mercede Alghero      | Serie A1     | 26      | 24      | 752     | 49/130           | 17/59            | 29/40            | 67                | 28                | 51                | 1                 | 178               |
| 2007-2008       | Mercede Alghero      | Serie A2     | 32      | 29      | 1069    | 80/231           | 23/95            | 65/110           | 122               | 65                | 84                | 0                 | 294               |
| 2008-2009       | Calik Basket Alghero | Serie A2     | 32      | 31      | 989     | 66/177           | 31/97            | 47/72            | 84                | 47                | 72                | 0                 | 272               |
| 2009-2010       | Mercede Alghero      | Serie A2     | 33      | 33      | 1006    | 43/134           | 7/23             | 36/50            | 103               | 66                | 57                | 2                 | 174               |
| 2010-2011       | Mercede Alghero      | Serie A2     | 22      | 14      | 618     | 31/85            | 14/38            | 52/68            | 71                | 47                | 36                | 2                 | 156               |
| Totale carriera |                      |              |         |         |         |                  |                  |                  |                   |                   |                   |                   |                   |

## Palmarès
- Promozione in Serie A2: 1
Virtus Basket Rho: 1993-1994
- Promozione in Serie A2 d'Eccellenza: 1
Virtus Basket Rho: 1995-1996
- Campionato italiano: 1
Isab Energy Priolo: 1999-00
- Promozione in Serie A1: 1
Mercede Alghero: 2003-04